# ماغنوس جونسون
ماغنوس جونسون (بالإنجليزية: Magnus Johnson)‏ هو سياسي سويدي وأمريكي، ولد في 19 سبتمبر 1871 في كارلستاد في السويد، وتوفي في 13 سبتمبر 1936 في ليتشفيلد في الولايات المتحدة. حزبياً، نشط في Minnesota Farmer–Labor Party ‏.

## مناصب
- انتخب عضو مجلس ولاية مينيسوتا.
- انتخب عضو مجلس نواب مينيسوتا.
- انتخب عضو مجلس النواب الأمريكي.
- انتخب عضو مجلس الشيوخ الأمريكي.